# Hof van Assendelft
Het Hof van Assendelft is een buitenplaats en voormalig ambachtshuis in het Nederlandse dorp Heinenoord, provincie Zuid-Holland. Het gebouw is een rijksmonument en is sinds 1968 in gebruik bij het Streekmuseum Hoeksche Waard.

## Geschiedenis

### Van Assendelft
De oudste vermelding van het huis dateert uit 1482, toen Gerrit van Assendelft vertelde over ‘het lanthuis’ dat hij had laten bouwen. Gerrit was ambachtsman van de heerlijkheid Heinenoord. Hij had deze heerlijkheid verkregen dankzij zijn huwelijk rond 1445 met Beatrix van Dongen.
Hun zoon Claes volgde zijn vader in 1487 op als ambachtsheer, maar zal waarschijnlijk weinig in Heinenoord zijn geweest, dankzij zijn functies als kamerheer van keizer Maximiliaan, slotvoogd van Schoonhoven, hoogheemraad van Delfland en rentmeester van West-Friesland.
Nadat Claes van Assendelft in 1501 was overleden, nam zijn zoon Dirk de titel van ambachtsheer over. Dirk huwde Ariana van Nassau en vestigde zich in Breda. Hun zoon Claes werd in 1554 met Heinenoord beleend, maar hij overleed op jonge leeftijd waarna Heinenoord in 1558 toekwam aan zijn broer Pauwels. In ieder geval zal Pauwels in 1589 Heinenoord hebben bezocht en vermoedelijk op het Hof hebben verbleven. Toen Pauwels overleed nam zijn jongere broer Jan van Assendelft de heerlijkheid over. Toen diens zoon Gerrit stierf, was de mannelijke tak van de familie Van Assendelft uitgestorven en vererfden de heerlijkheid en het Hof naar zijn dochter Margaretha en haar man Simon du Faget.

### Du Faget van Assendelft
Ook Margaretha van Assendelft en Simon du Faget woonden niet op het Hof. Ze lieten de dagelijkse gang van zaken over aan een rentmeester en verbleven zelf in Maastricht en later in Den Haag. Hun zoon Johan Willem du Faget werd in 1657 met Heinenoord beleend en zou ‘Van Assendelft’ aan zijn naam toevoegen. Zijn zoon Otto du Faget van Assendelft volgde hem in 1732 op.
Otto overleed in 1763, waarna zijn dochter Sara Louisa du Faget van Assendelft de heerlijkheid in eigendom kreeg. Zij was rond 1767 ook de vermoedelijke opdrachtgeefster voor de bouw van het huidige landhuis. Sara was de laatste uit de familie Du Faget van Assendelft en overleed in 1809 kinderloos.

### Verkoop
Het Hof en de heerlijkheid werden in 1809 door de erfgenamen van Sara du Faget van Assendelft verkocht aan Hendrik baron Collot d’Escury. De nieuwe eigenaar werd feestelijk onthaald in het dorp met een intocht, muziek en vreugdeschoten.
In 1834 verkocht de baron het Hof van Assendelft aan zijn rentmeester Arie Louter. Hiertoe behoorden ook de heerlijke rechten. Louter was landbouwer en kon met het Hof zijn boerenbedrijf verder uitbreiden. Hij woonde tot aan zijn overlijden in 1887 op het Hof. In de hierna volgende openbare verkoop kocht zijn zoon Pieter het Hof aan. In 1900 verkocht Pieter het huis weer door aan zijn eigen zoon Klaas. Wegens financiële problemen was Klaas in 1930 genoodzaakt het huis te verkopen aan Hendrik Louter, maar Klaas mocht er wel als huurder blijven wonen met zijn gezin.
Na het overlijden van Hendrik werd het Hof in 1939 verkocht aan de familie Vogelaar, die het na een jaar weer doorverkocht aan de slager Pieter Roos. Toen deze in 1959 overleed, kocht de gemeente Heinenoord het Hof aan.

### Restauratie en museum
Aanvankelijk werd het huis door de gemeente Heinenoord gebruikt om woonruimte te bieden - er was namelijk sprake van woningnood - maar in 1962 werd het Hof verkocht aan de Stichting Museum Hoeksche Waard. De gemeente behield nog wel een perceel waarop een schuur stond, maar liet deze schuur afbreken.
In 1966 werd het vervallen geraakte Hof een rijksmonument, er volgde een restauratie, en twee jaar later vond de opening van het museum plaats. Eind jaren 70 kocht het museum het resterende perceel van de gemeente aan en liet op de plek van de afgebroken schuur een nieuwe schuur bouwen, om als studiezaal in te richten. In 1996 kon een tuin worden aangelegd dankzij de aankoop van een naastliggend stuk grond dat voorheen al tot het Hof had behoord.

## Beschrijving
Van het Hof van Assendelft zijn geen afbeeldingen bewaard gebleven ouder dan 1809. Uit dat jaar is een plattegrond voorhanden waarop een huis staat, omringd door een boomgaard en moestuinen. Er is geen sprake van een siertuin. De plattegrond toont wel een vijver, maar die bleek toen reeds te zijn gedempt.
Het huidige Hof van Assendelft bestaat uit een vierkant hoofdgebouw van twee bouwlagen, afgedekt door een schilddak met vier hoekschoorstenen. De voorgevel heeft vijf vensterassen en een door pilasters omgeven voordeur. Tegen de linkerzijde is het koetshuis aangebouwd, dat aanvankelijk kleiner was maar rond 1834 werd verlengd met een schuurgedeelte.
In 1809 was er nog een tweede gebouw op het terrein aanwezig, namelijk een schuur annex woonhuis. Dit gebouw is vóór 1830 afgebroken.
In 1996 is een deel van de eerder verloren gegane gronden teruggekocht, zodat er weer een tuin kon worden aangelegd naar ontwerp van Mien Ruys. 